# Syncom 1
Syncom 1 (ang. synchronous communication satellite) – niedoszły pierwszy geostacjonarny satelita telekomunikacyjny; pierwszy z trzech w serii Syncom. Początkowe testy łączności na orbicie eliptycznej zakończyły się sukcesem. Kontakt z satelitą urwał się jednak podczas osiągania docelowej orbity geosynchronicznej. Nigdy nie udało się odzyskać kontaktu z satelitą.

## Opis misji
Zadaniem misji było przetestowanie łączności prowadzonej poprzez satelitę umieszczonego na orbicie o okresie obiegu 24h, nachylonej pod kątem 30° w stosunku do równika. Po wystrzeleniu (14 lutego 1963) Syncoma na silnie eliptyczną orbitę pomyślnie przeprowadzono wstępne testy łączności z okrętem USNS „Kingsport”, znajdującym się u wybrzeży Nigerii. Około 5 godzin po starcie polecono włączyć silnik, który miał umieścić satelitę na końcowej orbicie geostacjonarnej. Po 20 sekundach, gdy manewr powinien zostać zakończony, nie można było skontaktować się ze statkiem. NASA uznała, że satelita musiał zostać wytrącony ze swojej osi obrotu w czasie uruchomienia silnika. Mimo dalszych prób, nie udało się nawiązać łączności. Obserwatorium Boyden w Republice Południowej Afryki, używając danych zebranych przez USNS Kingsport, dostrzegło satelitę Syncom 1 poprzez teleskop 1 marca 1963. 
Ostatnie znane położenie (10 marca 1987) to 172,58°. Dryfował wówczas w tempie 2,429°/dzień w kierunku wschodnim.

## Budowa i działanie
Skonstruowany przez Hughes Space and Communications Syncom 1 miał kształt walca o wymiarach 71 x 39 cm (64 cm wraz z dyszą). Ze spodu cylindra wystawała dysza silnika satelity (ciąg 1000 funtów). Ze szczytu zaś wystawała antena do łączności z Ziemią. Cała boczna powierzchnia satelity pokryta była przez 3840 krzemowych ogniw słonecznych, dających moc 29 W. Ogniwa te ładowały akumulatory niklowo-kadmowe. Centralną część kadłuba zajmował silnik i zbiorniki paliwa; wokół nich rozmieszczono dwa zbiorniki nadtlenku wodoru (dla 2 silniczków kontrolujących pozycję satelity) i dwa zbiornik azotu (dla 2 silniczków kontrolujących ruch obrotowy statku).
Syncom przenosił dwa (w tym jeden zapasowy) aktywne przekaźniki z translacją częstotliwości (z 7,36 GHz na 1,815 GHz). Przekaźniki mogły transmitować jedną dwukierunkową rozmowę telefoniczną lub 16 jednokierunkowych połączyć teletekstowych. Wybór odbiornika i nadajnika był sterowany z Ziemi. Jeden odbiornik miał pasmo 13 MHz, dla transmisji TV, a drugi miał pasmo 5 MHz. 
Do przesyłania telemetrii i komend używano czterech anten biczowych.